# Привокзальная площадь (Гомель)
Привокза́льная пло́щадь  — одна из центральных площадей города Гомеля. Расположена в Железнодорожном районе. Площадь названа в соответствии с расположением — при железнодорожном вокзале.

## История
Формирование привокзальной площади началось с момента прокладки Либаво-Роменской железной дороги, когда Гомель начал превращаться в железнодорожный узел (примерно с 1870-х годов).
В 1890-е годы на Привокзальной площади было возведено здание ж/д вокзала. Примерно в то же время на площади было возведено кирпичное здание, в котором расположилась поликлиника железнодорожников. Некоторые историки также описывают деревянную Успенскую церковь (освящена 21 декабря 1901 года; до наших дней церковь не сохранилась, сейчас на её месте находится Дом культуры железнодорожников).
В дореволюционное время в одноэтажных домиках за церковью находились торговые лавки. В левой части Привокзальной площади располагался ряд питейных заведений.
В 1930 году на Привокзальной площади Гомеля было возведено здание клуба железнодорожников (в характерном для архитектуры того времени стиле конструктивизма).
В 1968 году на площади было построено здание гостиницы «Гомель».

## К площади примыкают
- проспект Ленина,
- улица Победы
- Привокзальная улица
- улица Киселёва
- улица Курчатова

## Здания, расположенные на площади
- Ж/Д вокзал
- Пригородный Ж/Д вокзал
- Гостиница «Гомель»
- Дворец культуры железнодорожников